# Давыденко, Лидия Афанасьевна
Ли́дия Афана́сьевна Давыде́нко (18 декабря 1928, Новоалексеевка, Херсонский округ — 2009, Алушта) — передовик советского сельского хозяйства, председатель колхоза имени Кирова (1963—1996) Скадовского района Херсонской области Украинской ССР, Герой Социалистического Труда (1977).

## Биография
Родилась 18 декабря 1928 года в селе Новоалексеевка (ныне Лазурное) в многодетной семье. После окончания школы поступила в Бехтерский техникум, по окончании которого получила квалификацию агронома. 
До 1954 года работала участковым агрономом, агрономом-энтомологом, агрономом по семенам в Новоалексеевской МТС.
С 1954 по 1959 год работала секретарём Новоалексеевского сельского Совета, а с 1959 по 1962 — председателем этого Совета. В 1962 году училась на одногодичных курсах по подготовке кадров при Херсонском сельхозинституте.
В 1963 году работала заместителем председателя и парторгом в колхозе ХХІІ съезда КПСС. В этом же году Лидию Афанасьевну выдвинули и избрали на должность председателя колхоза имени Кирова в Новониколаевке.
Уже в 1966 году работа молодого председателя была оценена государственной наградой — орденом «Знак Почёта», в 1970 году — юбилейной медалью «За доблестный труд». В 1971 году — орденом Трудового Красного Знамени, а в 1973 — орденом Ленина. 22 декабря 1977 года за выдающиеся успехи, достигнутые во Всесоюзном социалистическом соревновании, проявленную трудовую доблесть в выполнении планов и социалистических обязательств по увеличению производства и продажи государству зерна и других продуктов земледелия Лидии Афанасьевне Давыденко присвоено звание Героя Социалистического Труда с вручением ордена Ленина и золотой медали «Серп и Молот». В 1985 году председатель колхоза Л. А. Давыденко награждена орденом Трудового Красного Знамени, а само хозяйство приобрело статус колхоза-племзавода. В 1986 году награждена орденом Дружбы народов.
Через два года на Аллее Трудовой Славы на ВДНХ в Киеве по решением Совета Министров Украинской ССР установлен портрет Лидии Афанасьевны, ей вручена награда — медаль ВДНХ. В 1989 году награждена Дипломом ВДНХ и премией — автомобилем «Москвич», в 1991 году опять награждена Дипломом и медалью ВДНХ.
Проживала в Алуште. Умерла в 2009 году.

## Награды и звания
- Почётный гражданин Скадовского района (посмертно) (23 марта 2013)[2]